# Limnophila (Limnophila) obscuripennis neptuna
Limnophila (Limnophila) obscuripennis neptuna is een ondersoort van de tweevleugelige Limnophila (Limnophila) obscuripennis uit de familie steltmuggen (Limoniidae). De ondersoort komt voor in het Australaziatisch gebied.